# Moxostoma duquesnii
Moxostoma duquesnii är en fiskart som först beskrevs av Lesueur, 1817.  Moxostoma duquesnii ingår i släktet Moxostoma och familjen Catostomidae. Inga underarter finns listade i Catalogue of Life.